# 2535 Hameenlinna
2535 Hameenlinna је астероид главног астероидног појаса чија средња удаљеност од Сунца износи 2,239 астрономских јединица (АЈ).
Апсолутна магнитуда астероида је 12,5.